# Egon Drews
Egon Drews (* 1. Juni 1926 in Hamburg; † 13. Januar 2011 ebenda) war ein deutscher Kanute aus der Bundesrepublik Deutschland. Er nahm 1952 und 1956 an den Olympischen Spielen teil und gewann zwei Bronzemedaillen.

## Karriere
Drews trat ab 1952 zusammen mit dem 14 Jahre älteren Wilfried Soltau im Zweier-Canadier an. Nachdem die beiden auf Anhieb die Deutsche Meisterschaft über 1000 Meter und über 10.000 Meter gewonnen hatten, starteten sie auch bei den Olympischen Spielen in Helsinki auf beiden Strecken und gewannen jeweils die Bronzemedaille. Über 1000 Meter hatten sie dabei fünf Sekunden Rückstand auf die zweitplatzierten Kanuten aus der Tschechoslowakei, aber nur 0,3 Sekunden Vorsprung auf die Franzosen. Über 10.000 Meter lagen sie 18 Sekunden hinter den zweitplatzierten Kanadiern und sechs Sekunden vor den viertplatzierten Kanuten aus der Sowjetunion.
Am 27. Juli 1952 verlieh ihm der Bundespräsident das Silberne Lorbeerblatt.
1954 gewannen Drews und Soltau Bronze bei der Weltmeisterschaft über 1000 Meter. Bei den Olympischen Spielen 1956 in Melbourne trat Drews über 1000 Meter mit Herbert Kirschner an und schied im Vorlauf aus. Über 10.000 Meter knieten Soltau und Drews im Zweier und erreichten den vierten Platz mit etwas über fünf Sekunden Rückstand auf die Drittplatzierten aus Ungarn. Soltau beendete seine Karriere nach den Olympischen Spielen 1956. Egon Drews gewann 1957 noch einmal den Deutschen Meistertitel über 10.000 Meter zusammen mit Donald Krämer, 1958 und 1959 belegten die beiden jeweils den dritten Platz.

## Deutsche Meistertitel
- Zweier-Canadier 1000 Meter: 1952, 1953, 1954, 1956
- Zweier-Canadier 10.000 Meter: 1952, 1953, 1954, 1955, 1956, 1957
- Mannschaft: 1954, 1957 jeweils mit dem Hamburger Kanu-Club[3]